# Naturschutzgebiet Försterhofer Heide
Koordinaten: 54° 14′ 52,1″ N, 13° 5′ 18,3″ O

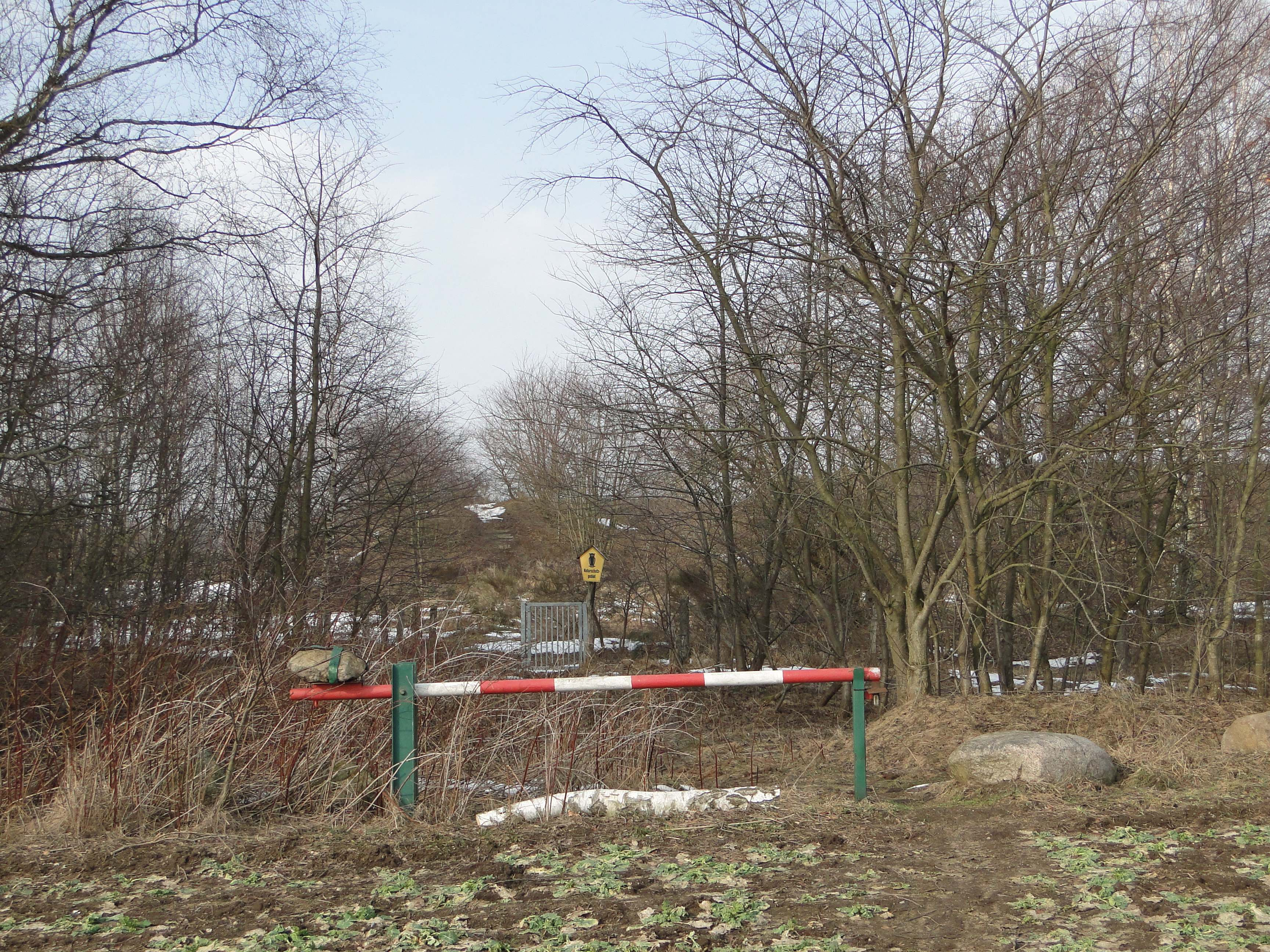
Blick von Süden auf das NSG

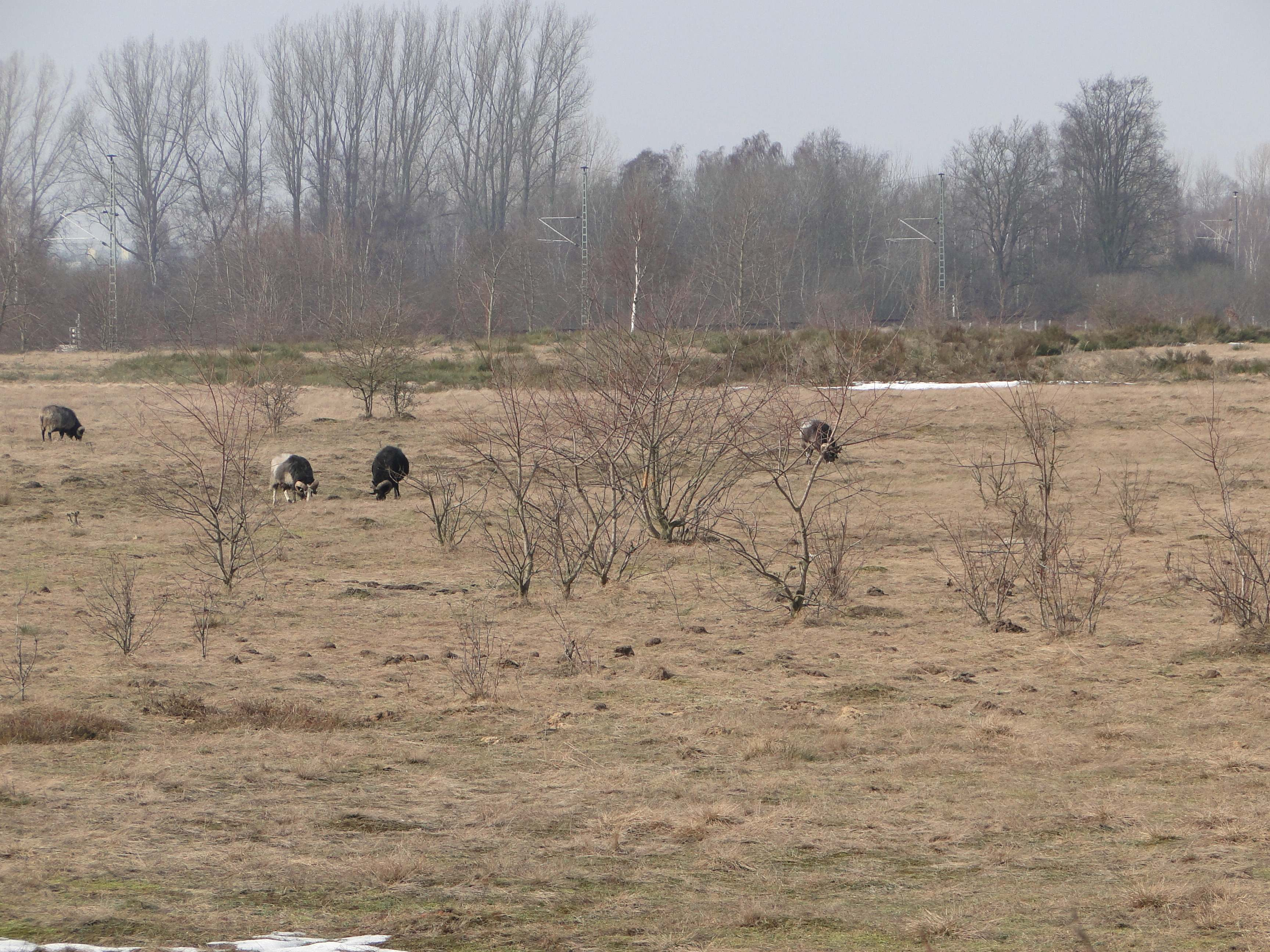
Beweidung im Winter 2010

Das Naturschutzgebiet Försterhofer Heide ist ein 79 Hektar großes Naturschutzgebiet in Mecklenburg-Vorpommern sieben Kilometer südlich von Stralsund im Landkreis Vorpommern - Rügen. Die Unterschutzstellung erfolgte am 25. November 1993. Das Schutzgebiet umfasst den Ausschnitt einer Sanderlandschaft mit Sandmagerrasen, Zwergstrauchheide und einem Kesselmoor mit Kolk.
Der aktuelle Gebietszustand wird als gut eingeschätzt. Das Gebiet ist auf öffentlichen Wegen von Zarrendorf und Zitterpenningshagen aus gut betretbar, wenn auch die Wege nicht befestigt sind. Direkt neben dem Naturschutzgebiet verläuft die Bahnstrecke Berlin - Stralsund, welche auch als Berliner Nordbahn bekannt ist.

## Geschichte
Die Försterhofer Heide liegt eingebettet in eine Sanderlandschaft, die in der Velgaster Staffel der letzten Eiszeit entstand. Die Sande erreichen eine Mächtigkeit von bis zu drei Metern. Die Flächen lagen über Jahrhunderte im Eigentum der Klöstergüter Zitterpenningshagen und Försterhof. Sie wurden als Schaf- und Pferdeweide genutzt. Schafe weiden auf dem Gebiet auch heute noch in abgezäunten Bereichen der Heide.
Die Försterhofer Heide ist eine alte Hutungsfläche. Sie verdankt ihre Entstehung einer permanenten anthropogenen Einflussnahme über mehrere Jahrhunderte. Eine vom Ende des 19. Jahrhunderts bis 1990 andauernde militärische Nutzung in Kombination mit einer extensiven Beweidung begünstigte das Entstehen und die Ausbreitung einer trockenen Zwergstrauchheide. 1953 wurden etwa 30 ha im Norden mit Kiefern aufgeforstet. 35 ha sind Waldflächen und gehören zum Hoheitsbereich der Landesforstanstalt M-V. Im Süden der Heide wurden 2016 weitere 9,50 ha als Waldzugangsflächen ausgewiesen. Randlich bzw. innerhalb dieser Flächen liegen zwei Offenland-LRT. Zwei weitere Offenland-LRT befinden sich im Nordwesten der Försterhofer Heide und gehören als Nichtholzbodenfläche zum Forstgrund.
Die Försterhofer Heide unterliegt keiner Tourismus- und Erholungsnutzung und wird nicht durch Siedlungen, Straßen und Infrastrukturanlagen zerschnitten. 36,5 ha sind als Grünland-Feldblock ausgewiesen und unterliegen einer Weidenutzung mit Schafen.
Im Jahr 1993 wurde das Gebiet als NSG ausgewiesen. Der Schutzzweck ist die Erhaltung, Entwicklung und Pflege von Trocken- und Halbtrockenrasen mit eingestreuten Zwergstrauchheiden sowie die Erhaltung eines vermoorten nährstoffarmen Kleinsees. Besonders hervorgehoben wird die arten- und individuenreiche Entomofauna. Seit 1993 wurden verschiedene Pflegemaßnahmen im NSG durchgeführt. Gemäß einer Vereinbarung aus dem Jahr 2001 sollten in der Försterhofer Heide Ausgleichs- und Ersatzmaßnahmen umgesetzt werden, die unter anderem den Umbau des Kiefernforstes im Norden des Gebietes in einen naturnahen Laubmischwald vorsahen.

### Militärische Nutzung

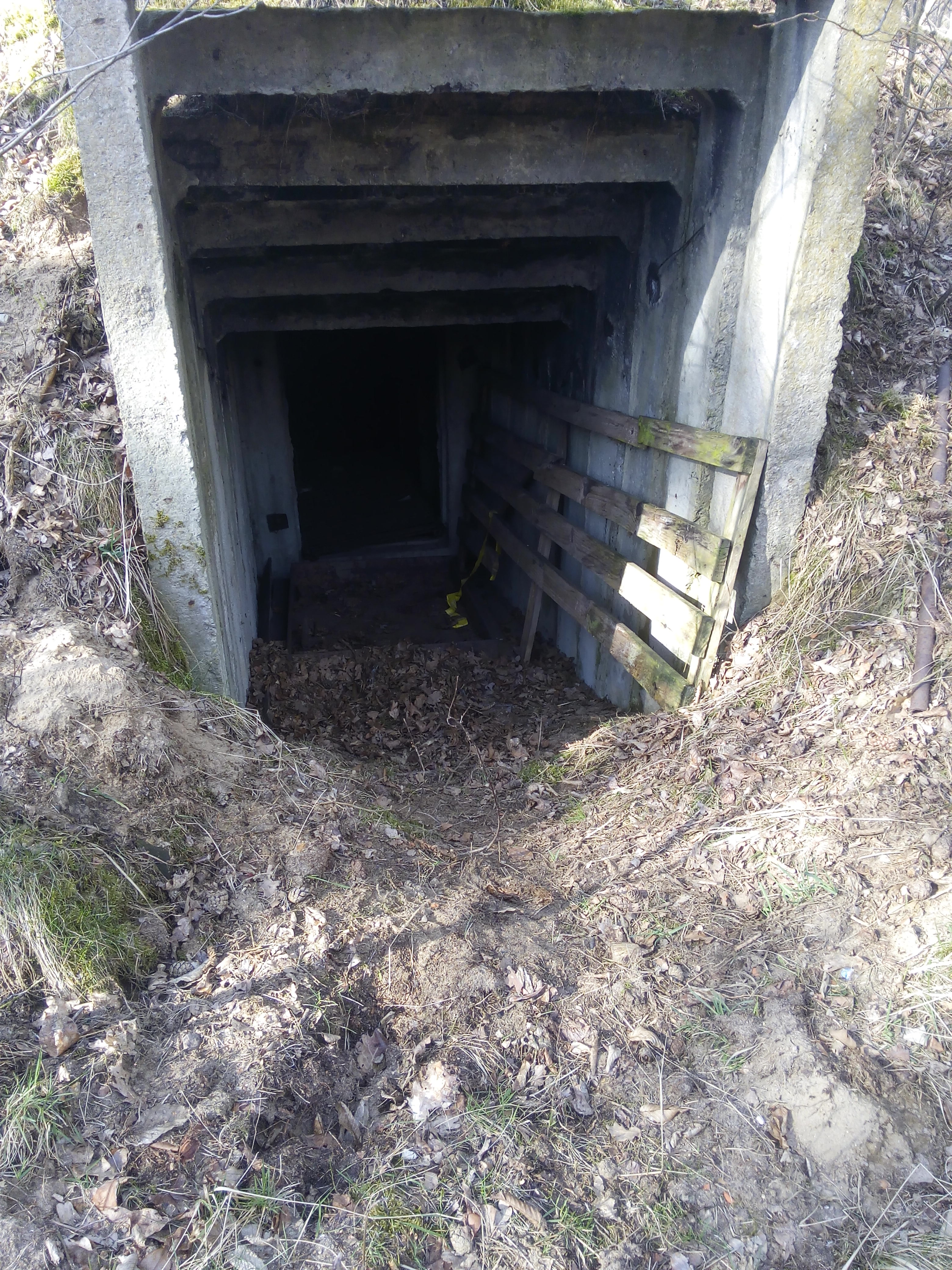
Bunker in der Försterhofer Heide

Ab dem Jahr 1891 erfolgten auf den Flächen Exerzierübungen für die Garnison Stralsund. Ab 1938 waren die Flächen ein Segelflugplatz für die Hitlerjugend. Zu DDR-Zeiten wurde ein Teil der Flächen mit Kiefern aufgeforstet. In den Jahren 1973 bis 1990 diente die Försterhofer Heide als Übungsplatz der Marineschule Stralsund. Überreste der einstigen militärischen Nutzung lassen sich auch heute noch finden. Bunker der NVA dienen heute den Fledermäusen als Unterschlupf.

## Pflanzen- und Tierwelt
Der größte Teil des Naturschutzgebietes ist aktuell waldfrei und mit Sandmagerrasen und Zwergstrauchheiden bedeckt. Typische Arten sind Kleines Habichtskraut, Berg-Sandglöckchen, Gemeine Grasnelke, Echtes Labkraut, Acker-Hornkraut, Silber-Fingerkraut, Hasen-Klee, Silbergras und Borstgras.
Im Weiher hat sich ein Kesselmoor gebildet mit seltenen Arten, wie Torfmoos, Sumpf-Blutauge, Schmalblättriges Wollgras, Seggen, Fieberklee, Gewöhnlicher Wassernabel, Rundblättriger Sonnentau und Moosbeere. Besonderes bemerkenswert ist der Artenreichtum der Schmetterlinge von denen fast 300 verschiedene Arten nachgewiesen wurden, darunter seltene Arten wie Eulenfalter und Weißer Grasbär.
Ein gravierendes Problem in der Försterhofer Heide ist die Ausbreitung der Späten Traubenkirsche. Diese bedroht nicht nur unmittelbar den Erhalt des prioritären LRT 6230* sondern mittelfristig den Erhalt des gesamten Schutzgebietes. Infolge von Bekämpfungsmaßnahmen in den 1990er Jahren hat die Art mittels Stockausschlägen fast den gesamten Südosten des Gebietes erobert. Zur Bekämpfung der Späten Traubenkirsche sollte jährlich ein Forstmulcher auf ca. 3,50 ha Fläche eingesetzt werden. Dieser sollte sich in den ersten Jahren auf das Zurückdrängen der Traubenkirschen Jungwüchse im Südosten des Schutzgebietes konzentrieren, später aber vor allem auf den Wertflächen im Zentrum des Naturschutzgebiets eingesetzt werden.